# Neococcidencyrtus
Neococcidencyrtus is een geslacht van vliesvleugeligen uit de familie Encyrtidae. De wetenschappelijke naam van dit geslacht is voor het eerst geldig gepubliceerd in 1928 door Compere.

## Soorten
Het geslacht Neococcidencyrtus omvat de volgende soorten:
- Neococcidencyrtus assamensis Singh, 2008
- Neococcidencyrtus brenhindis Noyes, 1987
- Neococcidencyrtus chrysomphali (Blanchard, 1940)
- Neococcidencyrtus cleddis Noyes, 1987
- Neococcidencyrtus cliradainis Noyes, 1987
- Neococcidencyrtus colynis Noyes, 1987
- Neococcidencyrtus crouzelae De Santis, 1964
- Neococcidencyrtus cullainis Noyes, 1987
- Neococcidencyrtus delis Noyes, 1987
- Neococcidencyrtus dryslydis Noyes, 1987
- Neococcidencyrtus drysus Noyes, 1987
- Neococcidencyrtus hynodis Noyes, 1987
- Neococcidencyrtus melynis Noyes, 1987
- Neococcidencyrtus poutiersi (Mercet, 1922)
- Neococcidencyrtus pudaspidis (Annecke, 1963)
- Neococcidencyrtus quadriceps (De Santis, 1972)
- Neococcidencyrtus selogis Noyes, 1987
- Neococcidencyrtus sensarmai Singh, 2008
- Neococcidencyrtus steinbergi Myartseva, 1977
- Neococcidencyrtus syndodis Noyes, 1987